# ألويس كارل
ألويس كارل (بالألمانية: Alois Karl) هو سياسي ألماني، ولد في 22 نوفمبر 1950 في نويماركت إن در أوبرفالتس في ألمانيا. حزبياً، نشط في الاتحاد الاجتماعي المسيحي. في الانتخابات الفيدرالية الألمانية 2017، انتخب عضو في البوندستاغ الألماني عن دائرة Amberg (electoral district) ‏ وقد انضم خلال فترته النيابية (24 أكتوبر 2017 – )  للكتلة البرلمانية الكتلة البرلمانية لائتلاف الاتحاد الديمقراطي المسيحي / الاتحاد الاجتماعي المسيحي في البوندستاغ ‏ وانتخب عمدة وانتخب عضو في البوندستاغ الألماني خلال فترته النيابية ‏ (18 أكتوبر 2005 – 27 أكتوبر 2009).

## وصلات خارجية
- الموقع الرسمي